# Birger Thureson
Birger Thureson, född den 27 augusti 1942 i Sorsele socken, Västerbottens län, är en svensk journalist och författare.
Thureson har studerat vid Örebro Missionsskola och Uppsala universitet, där han avlagt fil kand och teol mag. Förutom några år som pastor i Pingströrelsen och informations- och opinionsbildningsarbete på biståndorganisationerna PMU och Läkarmissionen har han ägnat sig åt journalistik och författarskap. Han har varit chefredaktör på Evangelii Härold och på Norra Västerbotten 1997–1999, samt redaktionschef på Det liberala nyhetsmagasinet och ledarskribent på Västerbottens-Kuriren. Han har även arbetat som reporter och redaktör på Dagen.
Thureson har skrivit ett tjugotal böcker, bland annat Korsbytet (1981), den självbiografiska Dagar av dimma, dagar av sol (2009), Boken om Stanley Sjöberg (Gospel media 2012), Passionärerna (Libris 2012) och Vittnet som vägrade tiga (Sjöbergs Förlag 2017). Han är sedan 1982 medlem i Sveriges Författarförbund.
Han är gift och har två barn.